# Breyten Breytenbach
Breyten Breytenbach (ur. 16 września 1939 w Bonnievale, zm. 24 listopada 2024 w Paryżu) – południowoafrykański pisarz, poeta, dramaturg, malarz, przeciwnik apartheidu, wieloletni więzień polityczny. W 2017 roku został uhonorowany Międzynarodową Nagrodą Literacką im. Zbigniewa Herberta.

## Życiorys
Breytenbach studiował sztukę na Uniwersytecie Kapsztadzkim, ale ze względu na swe przekonania polityczne w latach 60. XX wieku musiał przerwać studia i wyjechać do Francji. W Paryżu poślubił Wietnamkę Yolandę Ngo Thi Hoang Lien, córkę ambasadora ówczesnego Wietnamu Południowego, z którą nie mógł powrócić do ojczyzny – w Południowej Afryce obowiązywało wówczas prawo zakazujące mieszanych małżeństw. Gdy w 1975 roku w nielegalny sposób (z fałszywym paszportem) dostał się jednak do Południowej Afryki, został aresztowany i skazany na dziewięć lat więzienia. Wypuszczono go w 1982 roku po międzynarodowych protestach (w tym PEN Clubu). Poeta później wyjechał do Paryża i uzyskał francuskie obywatelstwo. W 2000 roku rozpoczął współpracę dydaktyczną z Uniwersytetem Kapsztadzkim.

## Twórczość
Breyten Breytenbach był autorem licznych powieści, wierszy i esejów, tworzonych w języku afrikaans. Część z nich została oryginalnie opublikowana w języku angielskim. Poeta tworzył również dzieła malarskie i grafiki, których wystawy odbywały się, m.in. w Paryżu, Brukseli, Nowym Jorku, Hongkongu i Johannesburgu. W 1980 roku w języku polskim wydano Cały czas nakładem Wydawnictwa Literackiego. Autorem przekładu wybranych poezji był Andrzej Dąbrówka. W 2016 roku wydano inny wybór Refren podróżny. Wiersze wybrane w zbiorowym przekładzie (m.in. Miłosza Biedrzyckiego). W tłumaczeniu Jerzego Kocha nakładem oficyny a5 ukazał się tom Ciało wędrowne.